# Chimarra aciculata
Chimarra aciculata är en nattsländeart som beskrevs av Morse 1974. Chimarra aciculata ingår i släktet Chimarra och familjen stengömmenattsländor. Inga underarter finns listade i Catalogue of Life.